# 245 Vera
Vera /ˈvɪərə/ (định danh hành tinh vi hình: 245 Vera) là một tiểu hành tinh lớn ở vành đai chính. Ngày 6 tháng 2 năm 1885, nhà thiên văn học người Anh Norman R. Pogson phát hiện tiểu hành tinh Vera khi ông thực hiện quan sát ở Madras và tên của nó đặt theo gợi ý của vợ ông ta.